# السوافير الشمالية
السوافير الشمالية هي قرية فلسطينية في قضاء غزة، وتقع 33 كيلومترا (21 ميل) شمال شرق غزة تقع على طول السهل الساحلي الجنوبي لفلسطين 50 مترا (160 قدم) فوق مستوى سطح البحر. كان عدد سكانها من 680 في عام 1945. وقد أخليت من سكانها في الحرب العربية الإسرائيلية عام 1948.

## القرية قبل الاحتلال
تقع القرية في السهل الساحلي وتبعد مسافة قليلة إلى الشمال من الطريق العام الذي يصل بين المجيدل والرملة وبطريق القدس- يافا. إضافة كلمة الشمالية إلى القرية يميزها عن قريتين تحملان نفس الاسم، السوافير الشرقية والسوافير الغربية. في أواخر القرن التاسع عشر كانت السوافير تحتوي على عدد من البساتين الصغيرة والآبار وارتكز اقتصاد القرية على الزراعة البعلية مثل الحبوب والحمضيات والموز والعنب والمشمش، وبنيت منازلها عن طريق الطوب وقسما اخر من المنازل بُني من الحجارة، أما تلاميذ القرية ارتادوا مدرسة مشتركة للثلاثة قرى (ثلاثية السوافير) وبلغ عدد التلاميذ 270 تلميذ في أواسط الأربعينات. ضمت القرية بقايا أثرية، المرمر وتيجان أعمدة قديمة.

## احتلال القرية
احتلت السوافير الشمالية في تاريخ 10 أيار عام 1948، أثناء عملية براك عن طريق الوحدة العسكرية جفعاتي، جراء هجوم على قرية بيت دراس.

## القرية اليوم
لا يوجد مستعمرات إسرائيلية على أراضي القرية، لكن يوجد بضعة منازل خالية وأجزاء من منازل قائمة وسط الأعشاب، وطريق قروية قديمة. وتنمو بعض النباتات مثل الصبار وأشجار التين.